# Tchatomby Ouro-Bawinay
Pour les articles homonymes, voir Ouro.
Tchatomby Ouro-Bawinay est un homme politique togolais, né à Djarkpanga (Préfecture de Mô),. Il est député à l'Assemblée nationale pour la circonscription électorale de Blitta depuis 2019, et de 2024.

## Biographie
En 1983, il commença sa carrière en tant que coordonnateur national du programme de développement socio-sanitaire  et ensuite au poste de chargé de mission à la primature de la république togolaise. Tchatomby Ouro-Bawinay est élu député d'UNIR en 2019 dans la circonscription de Sotouboua, région centrale et socio-économiste.

### Carrière au PNUD
Il fut volontaire au programme des Nations unies pour le développement (PNUD) et ayant participé à l’atelier national de Préparation de l'année internationale des volontaires (AIV) 2001, le 14 novembre 2000 pour la République du Burundi.

### Carrière au CNLS-IST
De 2012 à 2015, il continue sa carrière en tant que membre du Comité multisectoriel de pilotage de la planification stratégique (CMPPS) en tant que personne impliquée dans l’élaboration du PSN 2012-2015 pour le plan stratégique national de lutte contre le sida et les infections sexuellement transmissible.

### Carrière aux affaires sociales de Sotouboua
De 1969 à 1972, il devient chef du service des affaires sociales pour la circonscription administrative de Sotouboua d’une part, l’un des trois membres de la délégation spéciale du conseil de la circonscription administrative et responsable politique adjoint du RPT naissant à l'époque, d’autre part facilitateur de négociations dans la plaine de Mô, zone de pénétration.
Ce rôle déterminant a été celui de facilitateur des négociations auprès du chef de village de Djarkpanga ; Ouro-Ngahoui Tchedre, avec l’appui de son feu-père Seïdou Ouro-Bawinay, notable, tuteur des étrangers et premier responsable du RPT de 1969 a 1989.